# Megachile asterae
Megachile asterae är en biart som beskrevs av Mitchell 1943. Megachile asterae ingår i släktet tapetserarbin, och familjen buksamlarbin. Inga underarter finns listade i Catalogue of Life.